# Charles Garland
Charles "Chuck" Stedman Garland, född 29 oktober 1898, Pittsburgh, Pennsylvania, USA, död 28 januari 1971 i Baltimore, var en amerikansk högerhänt tennisspelare. Garland var i slutet av 1910-talet (1918-20) en av USA:s 10 bästa tennisspelare. Som bäst rankades han på åttonde plats.
Garland upptogs 1969 i International Tennis Hall of Fame.

## Tenniskarriären
Säsongen 1919 vann Garland både singel- och dubbeltitlarna i the Intercollegiate Championships. År 1920 deltog han tillsammans med landsmannen Richard Norris Williams i dubbeltävlingen i Wimbledonmästerskapen. Paret nådde finalen där de besegrade Algernon Kingscote/James Cecil Parke med setsiffrorna 4-6, 6-4, 7-5, 6-2. De båda blev därmed de första amerikaner som vann dubbeltiteln i det mästerskapet. Den amerikanska dominansen underströks av att den amerikanska storspelaren Bill Tilden samtidigt vann sin första singeltitel i mästerskapen. 
Säsongen 1927 var Garland icke spelande lagkapten i det amerikanska Davis Cup-laget som var det föregående årets Cup-segrare. Laget behövde därför bara spela en enda match 1927, nämligen slutfinalen, the Challenge Round, för att försvara sin titel. Slutfinalen spelades på gräsbanor på Germantown Cricket Club i Philadelphia. Det amerikanska laget med singelspelarna Bill Tilden och Bill Johnston, mötte ett lag från Frankrike som utgjordes av singelspelarna Henri Cochet och René Lacoste och dubbelparet Jean Borotra/Jacques Brugnon. Fransmännen vann mötet med 3-2 i matcher, och inledde därmed sin segersvit om 6 vunna Cup-titlar i följd.

## Spelaren och personen
Charles Garland studerade i sin ungdom på Yale University. Han var under 1921-22 sekreterare i det amerikanska tennisförbundet (USTA).

## Grand Slam-titlar
- Wimbledonmästerskapen
  - Dubbel - 1920